# H99

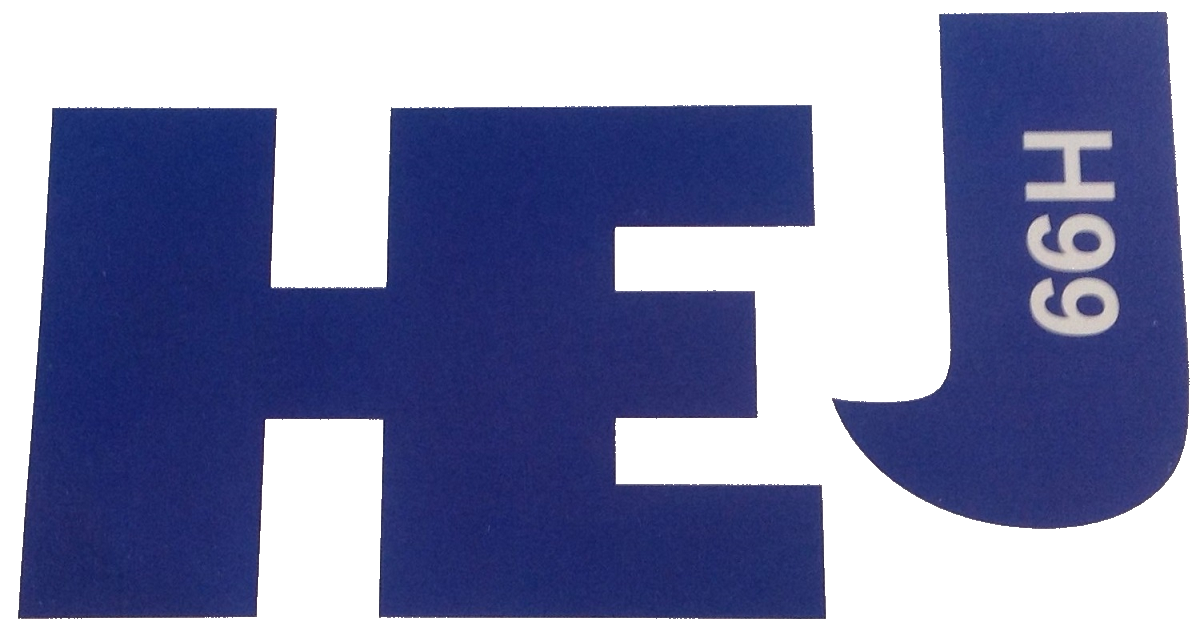
Logotypen för H99.

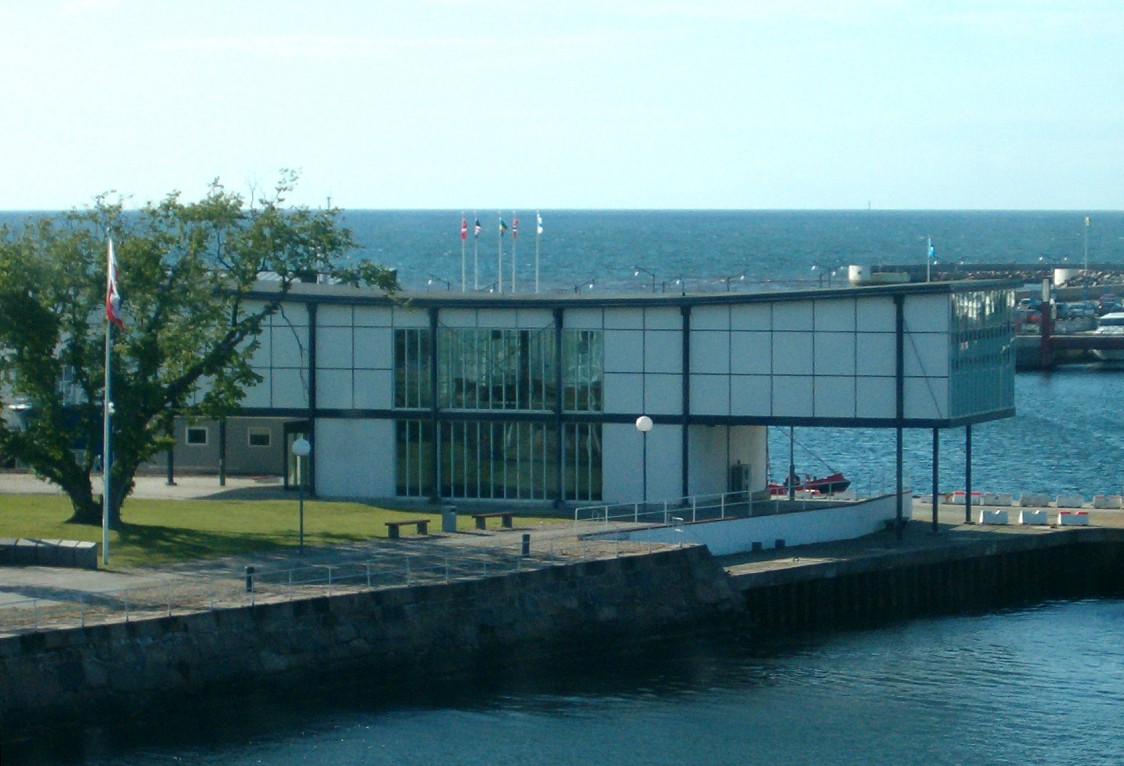
Den återuppbyggda paviljongen från H55.

H99 var en bomässa som hölls i Helsingborg mellan den 16 juli och 29 augusti 1999. Namnet anspelar på Helsingborgsutställningen 1955, som kom att minnas som H55-utställningen. Projektet var ett samarbete mellan Svensk Bostadsmässa och Helsingborgs stad. Projektledare för utställningen var Catherina Fored och utställningsarkitekt var Birgitta Ramdell. Arkitekten Ole Reiter var Helsingborgs stads projektledare.
Mässan hölls, liksom sin föregångare, i området runt Norra hamnen där man vid hamnbassängen byggt 13 nya bostadshus i nyfunkisstil. Totalt hade mässan utställningsytor på 6 000 m². H99 skulle visa upp svenskt boende, arkitektur, design och teknik under det gångna seklet. Man ville även skapa debatt om svenskt boende och byggande och det hölls dessutom flera seminarier om människans livsmiljö och vardagsliv på 2000-talet.
Till mässan hade Helsingborg stad även återuppbyggt en av utställningspaviljongerna från H55, en gång ritad av arkitekten Carl-Axel Acking.
Mässan utsågs till nationellt millennieprojekt av svenska staten för att summera seklet som gått.  Dessutom slog man nordiskt rekord i antalet besökare för en bomässa med drygt 400 000 besökare på 6 veckor. Från början hade man beräknat besökarantalet till 200 000. 

## Utställningar
- 20 visningslägenheter visades upp i de 13 nya husen byggda av Helsingborgshem, HSB och Riksbyggen, vilket var mässans populäraste utställning.
- Ikea och Skanska visade upp sitt gemensamma projekt, BoKlok, i en paviljong vid Helsingörskajen. BoKlok skapades för att utveckla bra boende till en låg kostnad.
- Ikea ställde även ut med åtta stycken modulhus på 22 m² som experimenterade vilt med inredningen.
- På Parapeten visades 15 enkla flyt(t)bara hus - husbåtar på 15-30 m² som skulle visa upp en annorlunda sorts compact living där man använde sig av kretsloppstänkande, nya material och nya inredningsmetoder.
- Jubileumsutställning till minne av föregångaren H55.

Dessutom fanns på utställningsområdet en lekplats, ett mini-spa, blomsterutställning, grön ö och en marknad där man kunde köpa designvaror från formgivare från Skåne och Själland. Man hade även skapat en tropisk badstrand vid namn "Tropical beach", med solstolar, palmer och utlagda trädäck.
Mässan hade vissa utställningar i Helsingör som handlade om att leva och bo i Öresundsregionen.